# Pseudomystus
Pseudomystus es un género de peces actinopeterigios de agua dulce, distribuidos por ríos y lagos de Asia.

## Especies
Las especies de este género son:
- Pseudomystus bomboides Kottelat, 2000
- Pseudomystus breviceps (Regan, 1913)
- Pseudomystus carnosus H. H. Ng & K. K. P. Lim, 2005
- Pseudomystus flavipinnis H. H. Ng & Rachmatika, 1999
- Pseudomystus fumosus H. H. Ng & K. K. P. Lim, 2005
- Pseudomystus funebris H. H. Ng, 2010
- Pseudomystus heokhuii K. K. P. Lim & H. H. Ng, 2008
- Pseudomystus inornatus (Boulenger, 1894)
- Pseudomystus leiacanthus (M. C. W. Weber & de Beaufort, 1912)
- Pseudomystus mahakamensis (Vaillant, 1902)
- Pseudomystus moeschii (Boulenger, 1890)
- Pseudomystus myersi (T. R. Roberts, 1989)
- Pseudomystus robustus (Inger & P. K. Chin, 1959)
- Pseudomystus rugosus (Regan, 1913)
- Pseudomystus siamensis (Regan, 1913)
- Pseudomystus sobrinus H. H. Ng & Freyhof, 2005
- Pseudomystus stenogrammus H. H. Ng & Siebert, 2005
- Pseudomystus stenomus (Valenciennes, 1840)
- Pseudomystus vaillanti (Regan, 1913)